# 書商工會
虔诚的文具商和报纸制造商公会（Worshipful Company of Stationers and Newspaper Makers），又称书商工会（Stationers' Company），為伦敦市在英王核准下与1554年成立的一个同业公会，所有要印刷出版的书籍都要向这个工会登记，并交由公会成员（印刷商、装订商、书商、文具商）发行，其主要目的就是借机对出版物内容进行审查，遏制违反宗教教义或政治立场不同的出版物出版发行 。